# Barbus pergamonensis
Barbus pergamonensis är en fiskart som beskrevs av Karaman, 1971. Barbus pergamonensis ingår i släktet Barbus och familjen karpfiskar. IUCN kategoriserar arten globalt som livskraftig. Inga underarter finns listade.